# Barbara Blida
Barbara Maria Blida, geboren als Barbara Szwajnoch, (Siemianowice Śląskie, 3 december 1949 - aldaar, 25 april 2007) was een Poolse politicus die 16 jaar in het Poolse parlement (Sejm) zat. In de jaren 1993-1996 was zij tevens Minister van Ruimtelijke Ordening en Woningbouw. In 2005 ontving ze het ridderkruis in de Orde Polonia Restituta. In 2007 startte de Agentschap voor Interne Veiligheid een onderzoek naar haar omdat ze ervan verdacht werd betrokken te zijn bij het zogenaamde kolenmaffia-schandaal waarbij kolenhandelaren naar schatting 50 miljard zloty hebben verduisterd. Tijdens een huiszoeking op 25 april verzocht ze naar het toilet te mogen gaan, alwaar zij zich met een Astra 680-revolver door de borstkas schoot en overleed.
- Gemeinsame Normdatei: 1014876214
- International Standard Name Identifier: 0000 0003 5605 094X
- Library of Congress Control Number: no2011136848
- Nationale Bibliotheek van Tsjechië: js2015894272
- Nationale Bibliotheek van Polen: a0000002460957
- Virtual International Authority File: 176472766
- WorldCat: E39PBJbRpgRCCWF9txpFFD4cyd